# Одринська сільська рада
О́дринська сільська́ ра́да — адміністративно-територіальна одиниця та орган місцевого самоврядування в Нововодолазькому районі Харківської області. Адміністративний центр — село Одринка.

## Загальні відомості
- Територія ради: 36,51 км²
- Населення ради: 576 осіб (станом на 2001 рік)

## Населені пункти
Сільській раді підпорядковані населені пункти:
- с. Одринка
- с. Кут
- с. Пластунівка

### Колишні населені пункти
- Лисий Горб

## Склад ради
Рада складається з 12 депутатів та голови.
- Голова ради: Машура Дмитро Васильович
- Секретар ради: Кононенко Любов Олександрівна

### Керівний склад попередніх скликань
| Прізвище, ім'я, по батькові | Основні відомості                                                 | Дата обрання | Дата звільнення |
| --------------------------- | ----------------------------------------------------------------- | ------------ | --------------- |
| Велика Лариса Анатоліївна   | Сільський голова, 1968 року народження, член Партії регіонів      | 26.03.2006   | 31.10.2010      |
| Машура Дмитро Васильович    | Сільський голова, 1972 року народження, освіта вища, безпартійний | 31.10.2010   |                 |

Примітка: таблиця складена за даними сайту Верховної Ради України

### Депутати
За результатами місцевих виборів 2010 року депутатами ради стали:

#### За суб'єктами висування
| Суб'єкт висування | Кількість обраних депутатів | %    |
| ----------------- | --------------------------- | ---- |
| Самовисування     | 7                           | 58,3 |
| Партія регіонів   | 5                           | 41,7 |

#### За округами
| № округу        | Прізвище, ім'я, по батькові    | Дата визнання обраним | Освіта             | Партійна приналежність | Відомості про обраного депутата                   |
| --------------- | ------------------------------ | --------------------- | ------------------ | ---------------------- | ------------------------------------------------- |
| Партія регіонів |                                |                       |                    |                        |                                                   |
| 2               | Велика Лариса Анатоліївна      | 03.11.2010            | вища               | член Партії регіонів   | Одринська сільська рада, сільський голова         |
| 5               | Юрченко Олександр Миколайович  | 03.11.2010            | вища               | позапартійний          | Нововодолазька Виконавча служба, виконавець       |
| 6               | Кононенко Любов Олександрівна  | 03.11.2010            | середня спеціальна | член Партії регіонів   | Одринська сільська рада, секретар                 |
| 9               | Немашкало Наталія Олексіївна   | 03.11.2010            | середня спеціальна | позапартійна           | тимчасово не працює                               |
| 10              | Матвієнко Валентина Іванівна   | 03.11.2010            | середня спеціальна | позапартійна           | Огільчанський цеглянийзавод, робітниця            |
| Самовисування   |                                |                       |                    |                        |                                                   |
| 1               | Васільєва Інна Іллівна         | 03.11.2010            | вища               | позапартійна           | Одринська загальноосвітня школа І-ІІ ст., вчитель |
| 3               | Олійник Віталій Вікторович     | 03.11.2010            | середня            | позапартійний          | тимчасово не працює                               |
| 4               | Роєнко Наталія Миколаївна      | 03.11.2010            | середня            | позапартійна           | тимчасово не працює                               |
| 7               | Ковтун Геннадій Анатолійович   | 03.11.2010            | середня            | позапартійний          | приватний підприємець                             |
| 8               | Телицький Федір Данилович      | 03.11.2010            | середня спеціальна | позапартійний          | тимчасово не працює                               |
| 11              | Островерхов Сергій Віталійович | 03.11.2010            | середня            | позапартійний          | ПП"Данко Декор", робітник                         |
| 12              | Дігтяр Юрій Іванович           | 15.11.2010            | середня            | позапартійний          | тимчасово не працює                               |